# Ménandre
Pour les articles homonymes, voir Ménandre (homonymie).
Ménandre (en grec ancien Μένανδρος / Ménandros) est un auteur comique grec de l'Athènes du début de l'époque hellénistique et disciple du philosophe Théophraste. Considéré comme l'un des plus importants représentants de la Nouvelle Comédie, il travaille dans le dernier quart du IVe siècle av. J.-C.

## Biographie
Ménandre naît en 342/341 av J.C — la même année qu'Épicure — dans une famille aisée. Son père, Diopeithès (Διoπείθης), était originaire du dème de Céphisia, sa mère s'appelait Hégéstrate. Il commence sa carrière au théâtre en 321. Son père pourrait avoir été arbitre en 325/324. Il vécut sous la protection de son condisciple Démétrios de Phalère qui gouverna Athènes de 317 à 307 et il connut huit triomphes aux concours comiques. Il mourut de noyade accidentelle, en 292/291 ou 291/290, dans le port du Pirée.

## Postérité

### Antiquité
Dans l'Antiquité, Ménandre fut un véritable modèle culturel. Des documents archéologiques montrent un bon nombre d'affiches de ses comédies. Il était étudié dans les écoles, spécialement pour sa rhétorique et pour ses Sentences morales, qu'on détachait de ses œuvres et dont on composa, en les mêlant à des vers tirés d'autres auteurs, un recueil gnomique à l'usage des classes.
Il devint un modèle de la comédie latine en influençant Plaute et Térence qui, en grande partie, imitèrent et adaptèrent ses intrigues. Térence — que Jules César appela un « demi-Ménandre » — se rendit en Grèce essentiellement, semble-t-il, pour se procurer les comédies de Ménandre qu'il ne possédait pas, et serait mort dans un naufrage en regagnant l'Italie avec la traduction de 108 de ses pièces.
Aristophane de Byzance, qui dirigeait la Bibliothèque d'Alexandrie, rangea Ménandre à la suite d'Homère — alors qu'à l'époque, le classement des bibliothèques se faisait par ordre hiérarchique[réf. nécessaire]. L'admiration d'Aristophane de Byzance pour Ménandre s'exprime dans la question célèbre : « Ô Ménandre, ô vie, lequel de vous deux a imité l'autre ? ».
Plutarque, dans sa Comparaison d'Aristophane et de Ménandre (Traité 56 des Œuvres morales) chap. X, déclare : « Ménandre, en plus de son charme, donne toujours entière satisfaction, que ce soit au théâtre, dans les entretiens ou dans les banquets : pour la lecture, l'éducation, les concours dramatiques, sa poésie constitue le sujet le mieux accepté parmi tout ce que la Grèce a produit de beau […]. Quelle est en effet la raison qui justifie vraiment qu'un homme cultivé aille au théâtre, sinon le désir d'entendre Ménandre ? » (traduction de G. Lachenaud).

### Époque moderne
Ménandre exerça une influence sur le théâtre classique, bien que ses textes fussent alors inaccessibles. Boileau le mentionne dans son Art poétique :

« Le théâtre perdit son antique fureur ;

La comédie apprit à rire sans aigreur,

Sans fiel et sans venin sut instruire et reprendre,

Et plus innocemment dans les vers de Ménandre.
 
Chacun, peint avec art dans ce nouveau miroir,

S'y vit avec plaisir, ou crut ne s'y point voir :

L'avare, des premiers, rit du tableau fidèle

D'un avare souvent tracé sur son modèle ;
 
Et, mille fois, un fat finement exprimé
 
Méconnut le portrait sur lui-même formé. »

— Art poétique, III, 349-358
Racine évoque dans la Préface de sa pièce Bérénice la simplicité créatrice de Ménandre, avec lequel il se sent une affinité. Goethe et Goldoni s'inspirent également de son théâtre. En grande partie, le théâtre improvisé italien ressemble aux mises en scène de la Nouvelle Comédie dont Ménandre est l'un des principaux représentants.

### Redécouverte de Ménandre auXXesiècle
Malgré la publication des travaux de Guillaume Guizot en 1855, Ménandre n’était connu, à la fin du XIXe siècle, que par de nombreuses citations plus ou moins brèves et disparates, par quelques anecdotes d’authenticité douteuse et par les adaptations latines fort libres du poète comique Térence. Il est redécouvert au XXe siècle et considéré comme l'un des fleurons de la papyrologie littéraire. En effet, les papyrus d'Oxyrhynque nous ont rendu, à partir de 1907, six comédies complètes ou largement conservées : Le Dyscolos (Ὁ δύσκολος) ou Le Bourru, trouvé parmi les papyrus Bodmer dont la publication par Victor Martin en 1959 a relancé les études ménandriennes, L'Arbitrage (Οἱ ἐπιτρέποντες), La Samienne (Ἡ Σαμία), La Tondue (Ἡ περικειρομένη), Le Bouclier (Ἡ ἀσπίς) et les Sicyoniens (Οἱ Σικυώνιοι). Des fragments papyrologiques moindres appartiennent à d’autres comédies perdues (Le Fantôme, La Femme possédée par la divinité, etc.).

## Œuvres connues
De ces œuvres connues, il n'existe que de courts fragments pour la plupart, et le contenu des autres ne se laisse conjecturer qu'à partir des adaptations romaines. Les titres sont donnés ici par ordre alphabétique de leur translittération du grec. Certains titres chez Ménandre correspondent à des types psychologiques décrits par Théophraste, dans son ouvrage Les Caractères.
- Adelphoi (« Les Frères »)
- Adelphoi (« Les Frères »), deuxième version
- Andria (« L'Andrienne »)
- Androgynos ou Krès (« L'Androgyne ou Le Crétois »)
- Apistos (« Le Méfiant »[9])
- Aspis (« Le Bouclier »), pièce presque complète
- Dis exapatôn (« La Double tromperie »)
- Dyscolos (« Le Bourru »[10]), pièce complète
- Épitrépontes (« L'Arbitrage »), pièce presque complète
- Eunouchos (« L'Eunuque »)
- Geôrgos (« Le Laboureur »)
- Heautontimôroumenos (« Le Bourreau de soi-même »)
- Hèrôs (« Le Héros »)
- Hiereia (« La Prêtresse »)
- Misoumenos (« Le Détesté »)
- Perikeiromenè (« La Tondue » ou « La Femme à la boucle coupée »), fragments importants
- Phasma (« Le Fantôme »)
- Plokion (« La Bouclette », ou peut-être « Le Petit collier »)
- Samia (« La Samienne »), pièce presque complète
- Sikyônioi (« Les Sicyoniens »), fragments importants
- Synaristôsai (« Celles qui dînent ensemble »)

Éditions
- A. Körte et A. Thierfelder, Menandri quae supersunt, t. II, Leipzig, 1959.
- Ménandre (trad., notes et présentation Alain Blanchard), Théâtre. Paris, Librairie Générale Française, coll. "Le Livre de Poche classique", 2000.
- (en) Menander, Volume I: Aspis to Epitrepontes. Volume II: Heros to Perinthia. Volume III: Samia to Phasma, édité et traduit par W. Geoffrey Arnott, Harvard (Mass.), The Loeb Classical Library, vol. 132.459.460, 1979–1996–2000.